# Jean Gentien
Jean Gentien de Pressac, né à Paris et décédé le 26 avril 1469 à Toulouse, est un prélat, évêque de Lavaur de 1459 à 1469.

## Biographie
Jean Gentien est le fils d'Oudart Gentien, conseiller au parlement de Paris, et de Jeanne Chacerat (Chasserat), ainsi que le neveu du prévôt des marchands Pierre Gencien.
Conseiller clerc au parlement de Toulouse en 1430, général des aides et des finances du Languedoc, il est élu évêque de Lavaur en 1459.
D'une relation, il a un fils naturel, Charles de Malenfant de Pressac, grand-père de Jacques de Malenfant.